# First Republic Bank
First Republic Bank était une banque commerciale et un fournisseur de services de gestion de patrimoine dont le siège était à San Francisco. Elle s'adresse aux particuliers fortunés. Elle exploite 93 bureaux dans 11 États, principalement à New York, en Californie, au Massachusetts et en Floride. 
Au 31 décembre 2022, la société avait 166 milliards de dollars de prêts en cours, dont 102 milliards de dollars de prêts garantis par des biens immobiliers résidentiels, 34 milliards de dollars de prêts garantis par des biens immobiliers commerciaux générateurs de revenus, 18 milliards de dollars de prêts aux entreprises et 10 milliards de dollars dans d'autres prêts. Les garanties de garantie des prêts se trouvaient en très grande majorité dans les régions métropolitaines de Boston, New York, San Francisco et Los Angeles. Elle est alors la 14ᵉ plus grosse banque du pays par la taille des actifs.
Fin avril 2023, peu après la faillite de la Silicon Valley Bank et à la suite de l'annonce que ses clients avaient retiré massivement leurs fonds, l'action de la First Republic Bank s'effondre à son tour.

## Histoire
First Republic a été fondée en février 1985 par Jim Herbert, ancien fondateur et PDG de San Francisco Bancorp, qu'il a vendu à Atlantic Financial. First Republic a commencé ses activités le 1er juillet 1985 en tant que société de prêt industriel à charte californienne. Elle est devenue une société publique via une introduction en bourse sur le Nasdaq en août 1986, vendant des actions à 10 $ l'unité.
En 1988, First Republic Bank est rachetée par le groupe bancaire NCNB puis dépose son bilan le mois suivant.
En 1993, First Republic a acquis Silver State Thrift, une association d'épargne et de crédit du Nevada.
En 1996, First Republic a cherché à passer à une charte bancaire pour élargir ses offres. Il a fait pression sur la législature d'État du Nevada pour qu'elle adopte une loi autorisant la conversion d'une banque d'épargne du Nevada en une banque d'État du Nevada. La loi a été adoptée en juillet 1997, peu de temps après que First Republic a achevé une fusion inversée de la plus grande épargne à charte californienne dans la filiale Silver State Thrift à charte du Nevada. Après l'adoption de la loi, l'épargne du Nevada est devenue une banque à charte d'État, First Republic Savings Bank.
En 1998, First Republic a acquis Trainer Worthman & Co., et en décembre 2001, elle a acquis Starbuck, Tisdale & Associates pour 13 millions de dollars en espèces et en actions. En janvier 2000, First Republic a acquis une participation de 18 % dans Froley, Levy Investment Company Inc., et en 2002, elle a acheté la société d'investissement pour 17 millions de dollars en espèces et en actions.
En 2004, elle a acquis la division Private Client Asset Management de Bay Isle Financial auprès de Janus Capital Group (en).
En 2006, la banque a acquis Bank of Walnut Creek.
En septembre 2007, First Republic a été acquise par Merrill Lynch pour 1,8 milliard de dollars en espèces et en actions.
En juillet 2010, Bank of America, qui a acquis Merrill Lynch et ainsi acquis First Republic, a vendu First Republic Bank à un groupe d'investisseurs privés comprenant Colony Capital, General Atlantic, et le président James Herbert et l'ancienne COO Katherine August DeWilde, pour environ 1 milliard de dollars,. Thomas J. Barrack, Jr., le fondateur et président de Colony, avait été membre du conseil d'administration avant l'accord avec Merrill Lynch et General Atlantic avait été l'un des premiers investisseurs dans l'entreprise en versant environ 5 millions de dollars en 1987. Un montant supplémentaire de 800 millions de dollars a été fourni par le consortium d'investissement pour répondre aux nouvelles exigences en matière de capital établies par les régulateurs américains.
En décembre 2010, la banque est redevenue une société publique via une introduction en bourse, levant 280,5 millions de dollars.
En novembre 2012, First Republic a acquis Luminous Capital, une société de gestion de patrimoine avec 5,5 milliards de dollars d'actifs, pour 125 millions de dollars.
En 2015, First Republic a acquis Constellation Wealth Partners pour 115 millions de dollars.
En décembre 2016, la banque a acquis Gradifi, une startup alors âgée de 2 ans qui travaille avec des entreprises pour aider les employés à rembourser leurs dettes d'études qui comptaient PricewaterhouseCoopers, Natixis Global Asset Management et Penguin Random House comme clients.
En mars 2018, la banque a investi dans CommonBond (en), un financier de prêts étudiants.
En mai 2018, la société a loué plus d'espace de bureau au Rockefeller Center à New York.
En 2019, 50 conseillers à la clientèle, qui faisaient partie de l'acquisition de Luminous par First Republic, avec 17 milliards de dollars d'actifs sous gestion, ont quitté l'entreprise.
Lors des faillites bancaires de mars 2023 aux États-Unis, Fitch Ratings et S&P Global Ratings ont abaissé la cote de crédit de First Republic, citant « une forte proportion de dépôts non assurés » de clients fortunés qui sont plus susceptibles de déplacer leur argent ailleurs et un ratio prêt/dépôt de 111 %, ce qui signifie qu'il a prêté plus d'argent qu'il n'en a en dépôts de clients. Pour apaiser les craintes d'une éventuelle panique bancaire et soutenir tout retrait de dépôts, le 16 mars 2023, onze banques américaines, dont JPMorgan Chase, Bank of America, Wells Fargo, Citigroup et Truist Financial, ont déposé 30 milliards de dollars auprès de First Republic. Malgré les dépôts, les actions de la société ont continué de baisser le 17 mars,.
En avril 2023, First Republic annonce que les dépôts de ses clients sont passés de 175 à 75 milliards de dollars au cours du premier trimestre 2023, annonce qui fait encore davantage chuter son cours de bourse,.
Le 1er mai, les autorités américaines ont pris le contrôle de la banque First Republic et ont revendu la quasi-totalité à JPMorgan Chase, la FDIC prenant à sa charge une perte estimé à 13 milliards de dollars,.

## Indicateurs financiers
| Année                                       | 2009  | 2010    | 2011    | 2012    | 2013    | 2014    | 2015    | 2016    | 2017    | 2018    | 2019    | 2020     | 2021     |
| Produit net bancaire (en milliards USD)     | 1,072 | 1,002   | 1,183   | 1,341   | 1,468   | 1,649   | 1,841   | 2,2     | 2,6     | 3,0     | 3,3     | 3,9      | 5,0      |
| Résultat net (en millions USD)              | 346   | 271     | 354     | 401     | 462     | 487     | 522     | 673     | 758     | 854     | 930     | 1 064    | 1 478    |
| Actif (en milliards USD)                    | 19,94 | 22,38   | 27,79   | 34,.38  | 42,11   | 48,35   | 58,98   | 73,3    | 87,8    | 99,2    | 116,3   | 142,5    | 181,1    |
| Capitalisation boursière (en milliards USD) | N/A   | 3,75    | 3,95    | 4,30    | 6,95    | 7,2     | 9,65    | 13,80   | 13,91   | 14,32   | 19,80   | 25,30    | 37,02    |
| Cours moyen de l'action (en USD)            | N/A   | 26,0421 | 26,5584 | 29,9428 | 39,3133 | 47,7605 | 57,9133 | 69,2193 | 92,4429 | 92,6591 | 98,5723 | 111,1200 | 187,4291 |
| Dividende par action                        | N/A   | N/A     | N/A     | 0,30    | 0,36    | 0,54    | 0,59    | 0,63    | 0,67    | 0,71    | 0,75    | 0,79     | 0,86     |

Note: Les données financières pour le total des revenus, le revenu net, les actifs et les dividendes par action ordinaire proviennent des rapports annuels de la société, des communiqués sur les résultats et des formulaires SEC 10-K de 2009 à 2021.

## À voir aussi